# Katee Sackhoff
Kathryn Ann «Katee» Sackhoff (Portland, Oregon, 8 d'abril de 1980) és una actriu estatunidenca coneguda principalment pel paper de lloctinent Kara Starbuck Thrace a la sèrie de ciència-ficció Battlestar Galactica (2003–2009). La van nominar per a quatre Premis Saturn per aquesta feina, i va guanyar el premi a Millor Actriu Secundària l'any 2005.
També va protagonitzar la sèrie de televisióThe Fearing Mind (2000–2001) i The Education of Max Bickford (2001–2002); va aparèixer repetidament a la sèrie La dona biònica (2007), Robot Chicken (2007–2014), Nip/Tuck (2009), CSI: Crime Scene Investigation (2010-2011) i a Star Wars: The Clone Wars (2012–2013); i va tenir una paper principal a la vuitena temporada de 24 en el paper de Dana Walsh (2010). Actualment protagonitza a Netflix la sèrie Longmire fent de l'ajudant del xèrif Victoria "Vic" Moretti (2012–present).
També ha tingut papers importants en les pel·lícules Halloween: Resurrecció (2002); White Noise: The Light (2007); Batman: Year One (2011); The Haunting in Connecticut 2: Ghosts of Georgia, Sexy Evil Genius i Riddick (2013), i va tenir un paper principal a Oculus.

## Biografia
Sackhoff va néixer a Portland (Oregon), i va créixer a St. Helens (Oregon). La seva mare, Mary, va treballar com a coordinadora de programa de l'ESL, i el seu pare, Dennis, té una empresa de moviment de terres.

## Filmografia

### Cinema
| Any  | Títol                                            | PAper                | Notes           |
| ---- | ------------------------------------------------ | -------------------- | --------------- |
| 2001 | My First Mister                                  | Ashley               |                 |
| 2002 | Halloween: Resurrection                          | Jen                  |                 |
| 2007 | White Noise: The Light                           | Sherry Clarke        | Paper principal |
| 2007 | The Last Sentinel                                | Girl                 |                 |
| 2011 | Batman: Year One                                 | Detectiu Sarah Essen | Veu; Vídeo      |
| 2012 | Campus Killer                                    | Suzanne              |                 |
| 2013 | The Haunting in Connecticut 2: Ghosts of Georgia | Joyce                |                 |
| 2013 | Sexy Evil Genius                                 | Nikki Franklyn       |                 |
| 2013 | Riddick                                          | Dahl                 |                 |
| 2014 | Oculus                                           | Marie Russell        |                 |
| 2014 | Tell                                             | Beverley             |                 |
| 2015 | Power/Rangers                                    | Kimberly Scott       | Curtmetratge    |
| 2015 | Don't Knock Twice                                |                      |                 |
| 2015 | Girl Flu                                         | Jenny                |                 |